# DDA (Lazza)
DDA è un singolo del rapper italiano Lazza, pubblicato il 12 dicembre 2016 come primo estratto dal primo album in studio Zzala.

## Descrizione
Il brano è stato realizzato e pubblicato per annunciare la fondazione dell'etichetta 333 Mob.

## Tracce
1. DDA – 2:50

## Classifiche
| Classifica (2017) | Posizione massima |
| ----------------- | ----------------- |
| Italia            | 78                |